# كارولين ماهر
كارولين ماهر لاعبة تايكوندو مصرية دولية و المصنفة الثالثة على مستوى العالم في اللعبة  وأصغر أعضاء مجلس شعب 

## التعليم
حاصلة علي بكالوريوس صحافة وإعلام من الجامعة الأمريكية 2009 مع مرتبة الشرف 
حاصلة علي الماجستير المهني MBA في إدارة الموارد البشرية من جامعة فيكتوريا بسويسرا 

## العمل
مدير إدارة الموارد البشرية بشركة بيجو مصر للسيارات 
عضو متطوع في مؤسسة حلم لمساعدة ذوي الإعاقة 

## الرياضة
لقبت أثناء فترة لعبها ب «القطة الشرسة» 
بدأت كارولين في ممارسة التايكوندر بعمر 14 عاما كعضو في فريق الناشئين 
اشتركت ببطولة العالم للتايكوندو بكوريا 2001 و حصلت علي المركز الخامس 
حصلت علي بطولة إفريقيا و بطولات عربية و دولية عديدة
أول لاعبة مصرية و عربية و إفريقية تكرم بقاعة المشاهير Martial Arts Hall of Fame بالولايات المتحدة الأمريكية 
خاضت مسابقات دولية في 39 دولة مختلفة و حصدت أكثر من 130 ميدالية و كأس في مسابقات محلية و إقليمية و دولية 

## النشاط العام
تم تكريمها في الأمم المتحدة 2014 لإنجازها الرياضي و عملها التطوعي ضمن الاحتفاء بإنجازات المرأة حول العالم .
تم تعيينها بقرار جمهوري في مجلس النواب في ديسمبر 2015 لتصبح أصغر أعضاء المجلس سنا «29 عام» 